# باتريشيا سترايكر
باتريشيا سترايكر (بالإنجليزية: Patricia A. Stryker)‏ (من مواليد 1956) هي سيدة أعمال أمريكية ومليارديرة، وناشطة في مجال العمل الخيري، وناشطة سياسية.
سترايكر هي حفيدة هومر سترايكر، جراح ومؤسس شركة سترايكر، وهي شركة تكنولوجيا طبية.
أصبحت ستاريكر منذ أوائل عام 2000 أكثر نشاطًا في الحياة المدنية، كما أسست في عام 2001 المؤسسة البوهيمية، التي تركز على الموسيقى والفنون والمجتمع من خلال تقديم المنح والبرامج وإقامة الفعاليات. تبرعت سترايكر بمبلغ 3 ملايين دولار كمبادرة اقتراع في عام 2002 فيما يتعلق بالتعليم ثنائي اللغة في كولورادو. وفي عام 2004، قدّمت سترايكر 20 مليون دولار لجامعة ولاية كولورادو، كان معظمها لصالح فريق كرة القدم.
اشترت سترايكر مزارع الكروم في سومر في عام 1999، والتي أُعيد بناؤها، وإعادة زراعتها، وأُعيدت تسميتها باسم مزارع سترايكر. تغطي المزارع مساحة 32 فدانًا (129000 متر مربع) في ألكساندر فالي بولاية كاليفورنيا، وتنتج أصناف الكرمة النبيذية وبوردو وزينفاندل. باعت الشركة في مايو 2016 مزارع ومصانع الخمور للتركيز على عملها التأسيسي.
صُنفت سترايكر في عام 2016 في المرتبة الـ 264 على قائمة فوربس لأغنى 400 امرأة.

## المؤسسة البوهيمية
قامت سترايكر بتمويل المؤسسة البوهيمية التي تمول بالإضافة إلى البرامج الوطنية والدولية، الموسيقى ومبادرات أخرى فيمقاطعة لاريمير بولاية كولورادو ومنطقة فورت كولنز بكولورادو. تبرعت سترايكر أيضًا بمبلغ كبير لجامعة ولاية كولورادو التي تقع في فورت كولينز.
تبرعت سترايكر في عام 2006 بمبلغ 500000 دولار إلى ائتلاف التقدم، وهي لجنة عمل سياسية تبرعت بكثافة لدعم مرشحي الحزب الديمقراطي في انتخابات ولاية ميشيغان.
تبرعت سترايكر في عام 2008 بمبلغ 87,500 دولار للجنة الافتتاحية الرئاسية للرئيس المنتخب باراك أوباما.
تبرعت سترايكر بمبلغ 3 ملايين دولار لهزيمة مبادرة الاقتراع عام 2002 فيما يتعلق بالتعليم ثنائي اللغة في كولورادو.
تبرعت سترايكر بمبلغ 1.5 مليون دولار إلى برنامج أولويات السياسة الأمريكية "Priorities USA Action"، وهو برنامج يدعم المرشحة الرئاسية للحزب الديمقراطي بالولايات المتحدة هيلاري كلينتون في عام 2016. [10] واعتبرت سترايكر من بين أكبر المانحين في انتخابات عام 2016.

## الحلفاء السياسيون
ويعرف كل من سترايكر وجاريد بوليس وتيم جيلز وروت بريدجز في الدوائر السياسية في كولورادو باسم «الفرسان الأربعة» (الملقبون بـ «عصابة الأربعة» أو «الأربعة ملايين») الذين يتبرعون للأسباب الليبرالية، ومحاربة الغش، وكان لهم دور فعال في استعادة الحياة السياسية في كولورادو من المحافظين الاجتماعيين. لعبت المساهمات السياسية الهامة للفرسان الأربعة بالنسبة للمرشحين الديمقراطيين دورًا في انتخاب الأغلبية الديمقراطية في مجلس النواب ومجلس الشيوخ في كولورادو.. تم تمثيل سترايكر بشكل متكرر في الاجتماعات السياسية من قبل ياتس، الرئيس السابق لجامعة ولاية كولورادو.

## التحالفات الديمقراطية
حضرت سترايكر اجتماع تحالف الديمقراطية في أبريل 2005 بالقرب من سكوتسديل بولاية أريزونا وفقًا للصحفي مات باي بصحيفة نيويورك تايمز

## حياتها الشخصية
تطلقت سترايكر وأنجبت ثلاثة أطفال، وتعيش في فورت كولنزبولاية كولورادو بالولايات المتحدة.

## روابط خارجية
- Bohemian Foundation